# Phil Woods
Philip Wells Woods (Springfield, Massachusetts, 2 de noviembre de 1931 - Stroudsbourg (Pensylvania), 29 de septiembre de 2015) fue un músico estadounidense de jazz, saxofonista alto y clarinetista; también ha tocado ocasionalmente el soprano. Se encuadra en la corriente estilística del bebop.

## Biografía
Woods estudió música con Lennie Tristano, que ha sido una gran influencia en su carrera, en la Manhattan School of Music y en The Juilliard School. Su amigo Joe Lopes le enseñó a tocar el clarinete, pues no había saxofón principal en Juilliard por esa época. Aunque nunca copió a Charlie Parker, fue conocido como el «New Bird», un apodo que también se le ha aplicado a otros músicos como Sonny Stitt y Cannonball Adderley en un momento u otro de sus carreras. Quiso coger el testigo de Parker y lo expresaba así: “Dicen que Charlie Parker era Dios. En ese caso, yo soy su mensajero” o “no me canso de tocar la música de Charlie Parker, del mismo modo que nadie se cansa de tocar a Mozart”.
Su carrera profesional empieza en 1954 con una breve colaboración con Richard Haynes. Después fue contratado por las orquestas de Charlie Barnet y por el quinteto de Jimmy Raney. También en 1954 grabó su primer disco a su nombre y en quinteto para el sello "New Jazz" y titulado Phil Woods and New Jazz Quintet.
En 1956 entró en la orquesta de Dizzy Gillespie, actuando en todo el mundo durante los tres años que estuvo con él. Después pasó a la banda del batería, Buddy Rich en 1958 y entre 1959 y 1961, tocó en la orquesta de Quincy Jones. 
En 1961 grabó su primer álbum en quinteto con composiciones propias, Rights of Swing, para el sello "Candid" con el acompañamiento de Tommy Flanagan al piano y Curtis Fuller al trombón. En 1962 participó en el grupo que acompañó a Benny Goodman de gira en la Unión Soviética patrocinada por Departamento de Estado, de la que queda el disco Benny Goodman and his Orchestra en Moscow.
Después actuó y grabó en los grupos de Thelonious Monk y de Oliver Nelson, pero no volvió a grabar como líder hasta 1966. Colaboró con gran cantidad de músicos de jazz durante toda su vida. Se pueden destacar sus aportaciones en álbumes de John Lewis (Orchestra USA), Sonny Rollins (Alfie), Stéphane Grapelli (Master Sessions, vol. 1) y Bill Evans (Symbiosis), o en bandas sonoras de filmes célebres como The Hustler o Blow-Up.
Tras marchar a Francia en 1968, Woods lideró The European Rhythm Machine, junto al pianista Gordon Beck; Henri Texier, al contrabajo; y Daniel Humair, a la batería, un grupo que tendía a la vanguardia jazzística. Regresó a los Estados Unidos en 1972 y, tras un frustrado intento de establecer un grupo electrónico, formó un quinteto que perduró, con algunos cambios en sus componentes, hasta 2004. 
En 1973, tras un encuentro musical con Michel Legrand, Woods graba el disco Musique du Bois que se sitúa en la tradición moderna en el jazz y ayuda a reconducir el jazz a sus cauces naturales sobre la base de la actualización de las formas del bebop. 
En 1979, Woods grabó More Live, en el Armadillo World Headquarters en Austin, Texas. Su trabajo como acompañante más conocido ha sido, quizá, el tema pop de Billy Joel «Just the Way You Are», en el que toca el saxo alto. Tocó también el saxo alto en el tema de Steely Dan "Doctor Wu", de su conocido y elogiado disco de 1975 Katy Lied, así como en el éxito de Paul Simon de 1975 Have a Good Time.
Durante sus últimos años grabó algunos homenajes a músicos amigos como Thelonius Monk, Our Monk, una selección de sus composiciones grabadas con el pianista italiano Franco D'Andrea.
Cuando fue nombrado Maestro de Jazz por el Fondo Nacional de las Artes estadounidense en 2007, dijo: “El jazz nunca morirá. Es música para siempre, y me gusta pensar que mi música está en algún lugar y tendrá una duración que, tal vez no sea para siempre, pero que pueda influir a los demás”.
Aunque Woods es sobre todo saxofonista, es también un fino clarinetista y sus solos se hallan desperdigados a lo largo de sus grabaciones. Un buen ejemplo es su solo de clarinete en Misirlou del disco Into The Woods.
Woods estuvo casado con Chan Parker, la viuda de Charlie Parker, durante diecisiete años. La mañana del 29 de septiembre de 2015, el gran maestro Phil Woods falleció tras una larga batalla contra el enfisema pulmonar.

## Discografía

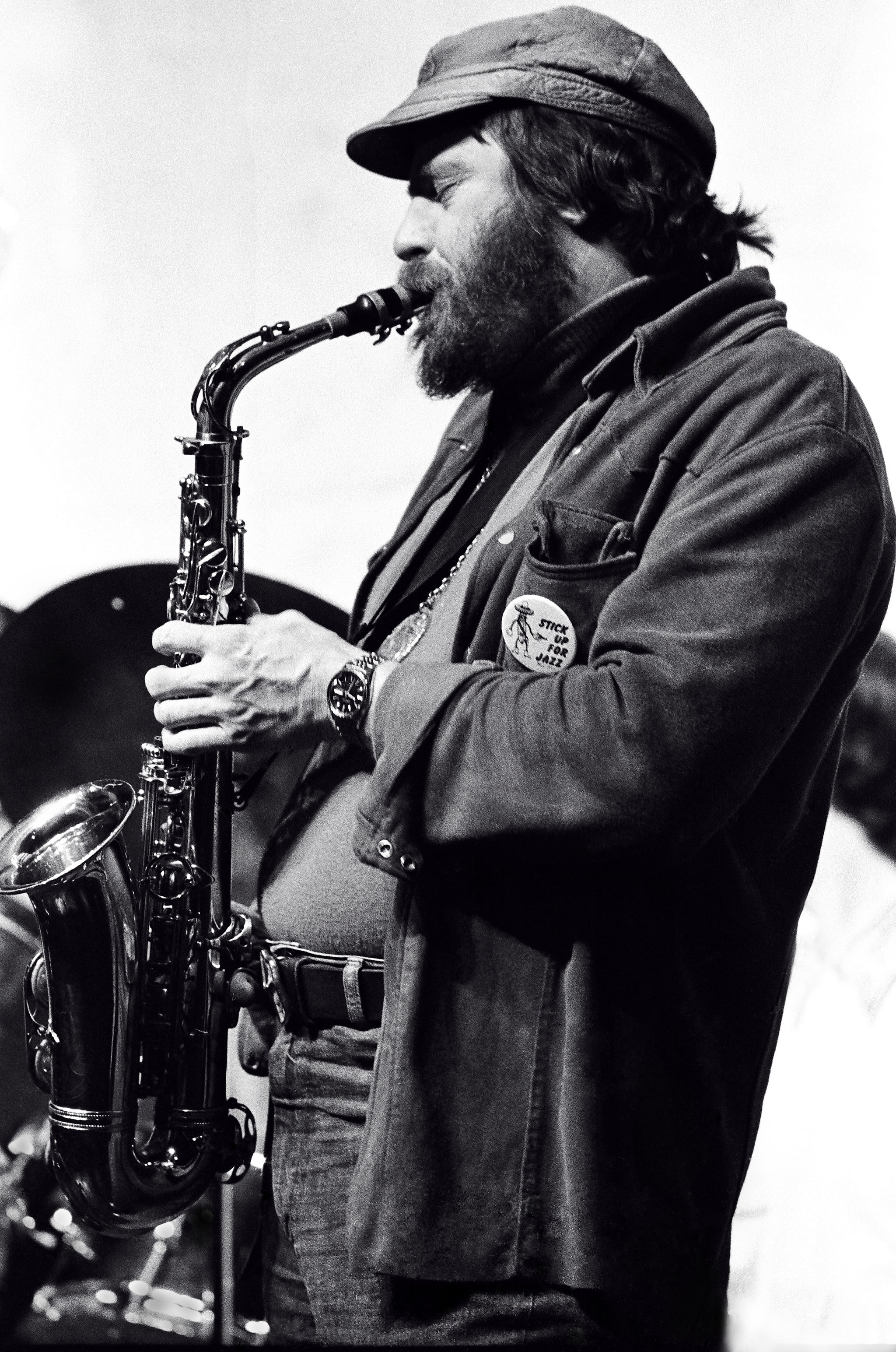
Foto de 1978.

### Como líder/colíder
- 1954: Pot Pie (Prestige)
- 1955: Woodlore (Prestige)
- 1955: Do it Yourself Jazz vol 2 with Hall Overton (Signal) (1959 Savoy)
- 1956: Pairing Off (Prestige)
- 1956: The Young Bloods (Prestige) – with Donald Byrd
- 1957: Four Altos (Prestige) – with Gene Quill, Hal Stein, Sahib Shihab
- 1957: Phil and Quill with Prestige – with Gene Quill
- 1957: Sugan (Status)
- 1961: Rights of Swing (Candid)
- 1967: Greek Cooking (Impulse!)
- 1968: Alto Summit (MPS) with Lee Konitz, Pony Poindexter and Leo Wright
- 1969: Round Trip (Verve)
- 1970: Phil Woods and his European Rhythm Machine at the Frankfurt Jazz Festival (Embryo)
- 1970: Phil Woods and his European Rhythm Machine at the Montreux Jazz Festival (MGM)
- 1974: New Music by the New Phil Woods Quartet (Testament)
- 1974: Musique du Bois (Muse)
- 1975: Floresta Canto (RCA) with Chris Gunning Orchestra
- 1975: Images (RCA Victor) with Michel Legrand
- 1976: The New Phil Woods Album
- 1976: Altology (Prestige)
- 1977: Live from the Show Boat
- 1977: Summer Afternoon Jazz (Hindsight)
- 1978: Song for Sisyphus (Gryphon)
- 1979: Phil Woods Quartet Live (Clean Cuts)
- 1979: Phil Woods – I Remember (Gryphon)
- 1980: Phil Woods/Lew Tabackin (Omnisound)
- 1982: Live from New York (Palo Alto)
- 1982: More Live
- 1983: At the Vanguard
- 1984: Integrity (Red)
- 1984: Heaven (Evidence)
- 1986: Dizzy Gillespie Meets Phil Woods Quintet (Timeless)
- 1987: Bop Stew; Bouquet (Concord)
- 1988: Evolution; Here's to My Lady (Concord)
- 1988: Embracable You (Philology)
- 1989: Flash (Concord)
- 1989: Here's to My Lady (Chesky)
- 1990: All Bird Children; Real Life (Concord)
- 1990: Phil's Mood (Philology)
- 1990: My Man Benny, My Man Phil (Musicmasters)
- 1991: Flowers for Hodges (Concord)
- 1991: Full House (Milestone)
- 1991: Real Life, The Little Big Band (Chesky)
- 1994: Just Friends; Our Monk (Philology)
- 1995: Plays the Music of Jim McNeely (TCB)
- 1996: Mile High Jazz Live in Denver (Concord)
- 1996: Astor and Elis (Chesky)
- 1996: The Complete Concert (JMS) with Gordon Beck
- 1996: Into the Woods (Concord)
- 1997: Celebration! (Concord)
- 1998: The Rev and I with Johnny Griffin (Blue Note)
- 1999: cool woods (somethin' else)
- 2006: Pass the Bebop (Cowbell) with Benjamin Koppel and Alex Riel Trio
- 2011: Man with the Hat (Pazz) with Grace Kelly

### Como acompañante
Manny Albam
- Jazz Goes to the Movies (Impulse!, 1962)
- The Soul of the City (Solid State, 1966)

Benny Bailey
- Big Brass (Candid, 1960)

Louis Bellson and Gene Krupa
- The Mighty Two (Roulette, 1963)

Bob Brookmeyer
- Gloomy Sunday and Other Bright Moments (Verve, 1961)

Kenny Burrell
- A Generation Ago Today (Verve, 1967)

Gary Burton
- Who is Gary Burton? (RCA, 1962)
- The Groovy Sound of Music (RCA, 1963)

Ron Carter
- Anything Goes (Kudu, 1975)

The Kenny Clarke/Francy Boland Big Band
- Latin Kaleidoscope (MPS, 1968)

Al Cohn
- Jazz Mission to Moscow (Colpix, 1962)

Eddie Costa
- Eddie Costa Quintet (Interlude, 1957)

Lou Donaldson
- Rough House Blues (1964)

Bill Evans
- Symbiosis (1974)

Gil Evans
- The Individualism of Gil Evans (1964)

Art Farmer
- Listen to Art Farmer and the Orchestra (Mercury, 1962)

Dizzy Gillespie
- World Statesman (Norgran, 1956)
- Dizzy in Greece (Verve, 1957)
- The New Continent (Limelight, 1962)
- Rhythmstick (CTI, 1990)

Stephane Grappelli
- Classic Sessions: Stephane Grappelli (1987)

Kenyon Hopkins
- The Hustler (soundtrack) (Kapp, 1961)

Milt Jackson
- Ray Brown / Milt Jackson with Ray Brown (Verve, 1965)

Billy Joel
- Just The Way You Are on album The Stranger CBS, 1977)
- New York State of Mind second studio version for compilation Greatest Hits (1985) and subsequent compilations and re-releases of album Turnstiles (replacing original saxophone by Richie Cannata)

Quincy Jones
- The Birth of a Band! (Mercury, 1959)
- The Great Wide World of Quincy Jones (Mercury, 1959)
- I Dig Dancers (Mercury, 1960)
- The Quintessence (Impulse!, 1961)
- Quincy Jones Explores the Music of Henry Mancini (Mercury, 1964)

John Lewis
- Essence (Atlantic, 1962)

Mundell Lowe
- Satan in High Heels (soundtrack) (Charlie Parker, 1961)

Bryan Lynch
- Simpático (The Brian Lynch/Eddie Palmieri Project) (ArtistShare AS 0057, 2006)
- Bolero Nights for Billie Holiday (Venus VCD 1029, 2008)

Herbie Mann
- The Jazz We Heard Last Summer (Savoy, 1957)
- Yardbird Suite (Savoy, 1957)

Gary McFarland
- The Jazz Version of "How to Succeed in Business without Really Trying" (Verve, 1962)

Nellie McKay
- Obligatory Villagers (2007)

Carmen McRae
- Something to Swing About (Kapp, 1959)

Modern Jazz Quartet
- Jazz Dialogue (Atlantic, 1965)
- MJQ & Friends: A 40th Anniversary Celebration (Atlantic, 1994)

Thelonious Monk
- The Thelonious Monk Orchestra at Town Hall (1959)
- Big Band and Quartet in Concert (Columbia, 1963)

Oliver Nelson
- Impressions of Phaedra (United Artists, 1962)
- Full Nelson (Verve, 1963)
- More Blues and the Abstract Truth (Impulse!, 1964)
- Fantabulous (Argo, 1964)
- Oliver Nelson Plays Michelle (Impulse!, 1966)
- Happenings with Hank Jones (Impulse!, 1966)
- The Sound of Feeling (Verve, 1966)
- Encyclopedia of Jazz (Verve, 1966)
- The Spirit of '67 with Pee Wee Russell (Impulse!, 1967)
- The Kennedy Dream (Impulse!, 1967)
- Jazzhattan Suite (Verve, 1968)

Joe Newman
- Salute to Satch (RCA Victor, 1956)

Anita O'Day
- All the Sad Young Men (Verve, 1962)

Pony Poindexter
- Pony's Express (Epic, 1962)

Jimmy Raney
- Jimmy Raney Quintet 10 inch LP (Prestige, 1954)

Jimmy Raney and Dick Hyman
- Early Quintets (1953, 1954) (Prestige 1969)

Lalo Schifrin
- Samba Para Dos with Bob Brookmeyer (Verve, 1963)
- Once a Thief and Other Themes (Verve, 1965)

Shirley Scott
- Roll 'Em: Shirley Scott Plays the Big Bands (Impulse!, 1966)

Sahib Shihab
- Jazz Sahib (Savoy, 1957)

Jimmy Smith
- Monster (Verve, 1965)
- Hoochie Coochie Man (Verve, 1966)
- Got My Mojo Workin' (Verve, 1966)

Chris Swansen
- Crazy Horse (Atlas, 1979)

Billy Taylor
- Kwamina (Mercury, 1961)

Clark Terry
- The Happy Horns of Clark Terry (Impulse!, 1964)

George Wallington
- Jazz for the Carriage Trade (Prestige 1956)
- The New York Scene (Prestige 1957)
- Jazz At Hotchkiss studio album (Savoy 1957)

Kai Winding
- Kai Olé (Verve, 1961)